# Tipping
Gène Wb
Pour les articles homonymes, voir Chinchilla (homonymie).

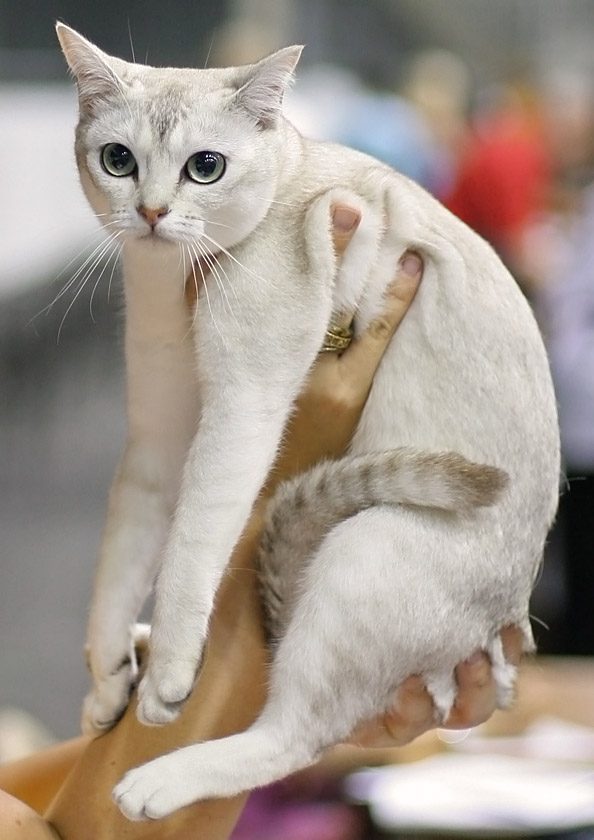
Un burmilla black silver shaded.

Le tipping ou robe tipped est une modification de la robe tabby du chat. Le tipping consiste à la présence de la couleur uniquement à l'extrémité du poil. Selon la proportion de couleur par rapport à la longueur du poil, la robe est appelée shaded ou shell. Avec l'action du silver, les robes sont appelées chinchilla ou caméo pour les robes rousses.
Les robes tipped sont reliées à la présence de l’allèle Wb (« Wide banding », littéralement « large bande »).

## Nomenclature

Les différentes nomenclatures du tipping.

La nomenclature des robes tipped varient selon la proportion de couleur sur la longueur du poil, ainsi que pour des raisons historiques. « shaded » signifie que la couleur est repoussée sur environ un tiers de la longueur du poil, tandis que pour un chat « shell », la couleur représente environ un huitième du poil. Historiquement, les robes rousses silver tipped sont appelées « caméo ». Le « chinchilla » désigne une robe silver shell, généralement pour la couleur noire.

## Génétique
Le tipping ne peut apparaître que sur les robes tabby. Le gène A détermine la présence d'une robe unie ou à motif, c'est-à-dire agouti. Le poil agouti se caractérise par un dépôt successif des pigments eumélaniques puis phaeomélaniques, avec une racine phaeomélanique. Les séries de gènes T détermine les motifs tabby : tiqueté (ticked), rayé (mackerel), marbré (marbled ou classic) et tacheté (spotted).
Le gène Wb comporte deux allèles. L’allèle Wb est à dominance incomplète sur wb, qui est l'allèle sauvage. Son action est complétée par des polygènes. L’action correspond à un allongement de la bande agouti. En allongeant la bande agouti, le taux d’eumélanine diminue ce qui explique la teinte dorée. En repoussant la couleur sur l'extrémité du poil, les motifs tabby sont masqués. Le gène Wb n’a aucun effet sur une robe solide.